# Wahnsdorf
Wahnsdorf, bis 1934 eine selbstständige Landgemeinde, ist heute ein Stadtteil sowie eine Gemarkung von Radebeul im Landkreis Meißen in Sachsen. Das Straßendorf befindet sich über dem Elbtal, auf der Hochfläche der Lößnitz. Es liegt zwischen dem Moritzburger Ortsteil Boxdorf im Norden und dem Radebeuler Stadtteil Oberlößnitz im Süden, nach Westen wird es durch den Lößnitzgrund begrenzt und im Osten durch den Dresdner Stadtteil Trachau. Die Gemarkung hatte im Jahr 1900 eine Größe von 238 Hektar.
Das Wesen von Wahnsdorf ist bis heute das eines Dorfes mit Ein- und Zweifamilienhäusern aller Art, während die im Elbtal gelegenen Stadtteile Radebeuls eine historische und zunehmend exklusive Villenvorstadt von Dresden bilden. Wahnsdorf hat wegen der abgelegenen Lage als einziger Stadtteil von Radebeul einen eigenen Ortschaftsrat.

## Geschichte

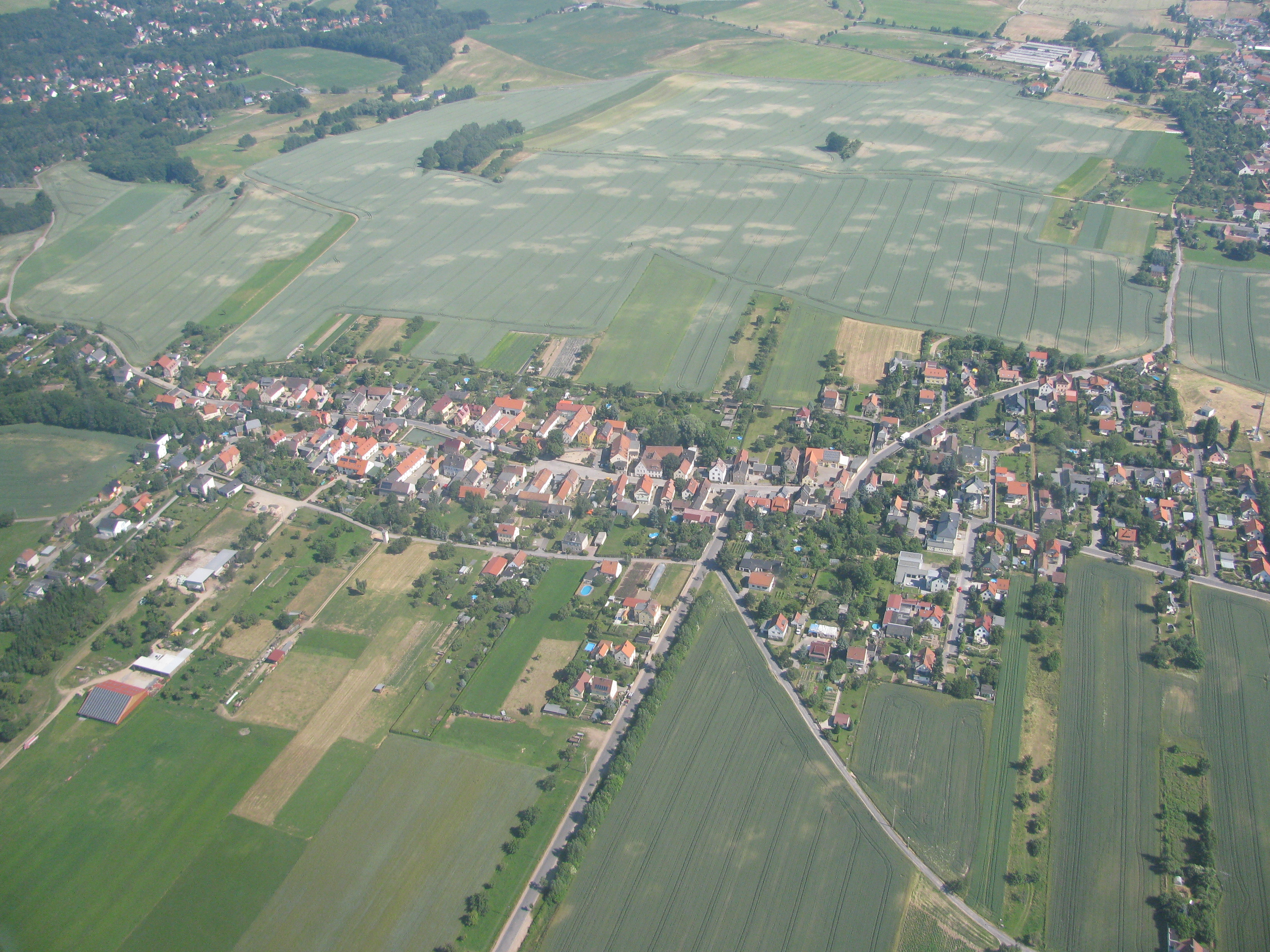
Wahnsdorf aus der Vogelperspektive

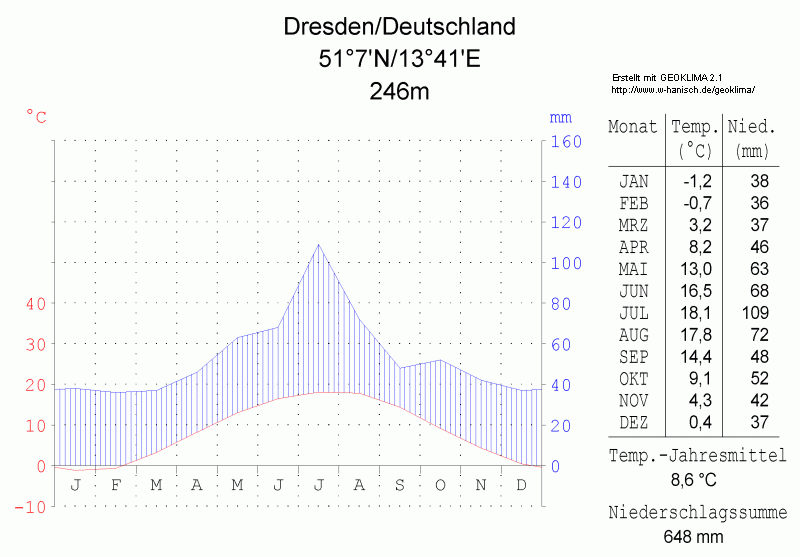
Klimadiagramm der Wetterwarte Wahnsdorf auf der Wahnsdorfer Kuppe

1350 wurde der Ort als Wahendorf erstmals urkundlich erwähnt, 1378 als Waginsdorf und 1539 als Banßdorff. 1570 wurde die heutige Grundmühle als Mühle im Grund unter Wahnsdorf erwähnt.
Im 14. Jahrhundert gehörte Wahnsdorf den Burggrafen von Dohna. Im 17. Jahrhundert ging Wahnsdorf an die Rittergutsbesitzer von Hermsdorf, die bis zur Ablösung der Feudallasten 1856 die Grundherrschaft bildeten. Unter diesen war die Familie Carlowitz, die Mitte des 15. Jahrhunderts Hermsdorf erwarb und 125 Jahre lang den Grundherrn stellte. 1574 erwarb der Kammerherr des sächsischen Kurfürsten August, Hans Harrer, das Rittergut Hermsdorf, starb jedoch bereits 1580 durch Freitod. 1603 erwarb Kurfürst Christian II. die Grundherrschaft. 1657 kam Wahnsdorf durch Übertragung der Grundherrschaft von dessen Neffen, Kurfürst Johann Georg II., an den Kurfürstlichen Hofmarschall Johann Georg von Rechenberg. 1699 kam die Grundherrschaft an die Familie Flemming.
Die Wahl des ersten Gemeinderats fand aufgrund der Änderungen der Sächsischen Landgemeindeordnung von 1838 im Jahr 1839 statt. 1870 wurde das Zillersche Wasserwerk im Lößnitzgrund errichtet. Die Wetterwarte Wahnsdorf wurde 1916 auf der 246 m hohen Wahnsdorfer Kuppe vom Leiter der Königlich Sächsischen Landeswetterwarte, dem Meteorologen und Erfinder Paul Schreiber, gebaut.
Am 1. April 1934 wurde Wahnsdorf zusammen mit Oberlößnitz nach Radebeul eingemeindet.
Klimatisch abgegrenzt von der Lage im Elbtal ist das Stadtgebiet auf der Hochebene. Das Klimadiagramm der Wetterwarte Wahnsdorf zeigt die dort herrschenden Durchschnittstemperaturen und Niederschläge der Periode 1961–1990.
| Jahr      | 1550 (1552)                                     | 1750 (1764)                         | 1849 | 1871 | 1880 | 1890 | 1900 | 1910 | 1925 | 1934 |
| Einwohner | 151 (23 besessene Mann, 2 Häusler, 26 Inwohner) | 219 (23 besessene Mann, 18 Häusler) | 329  | 383  | 463  | 477  | 718  | 793  | 923  | 983  |

## Kulturdenkmale

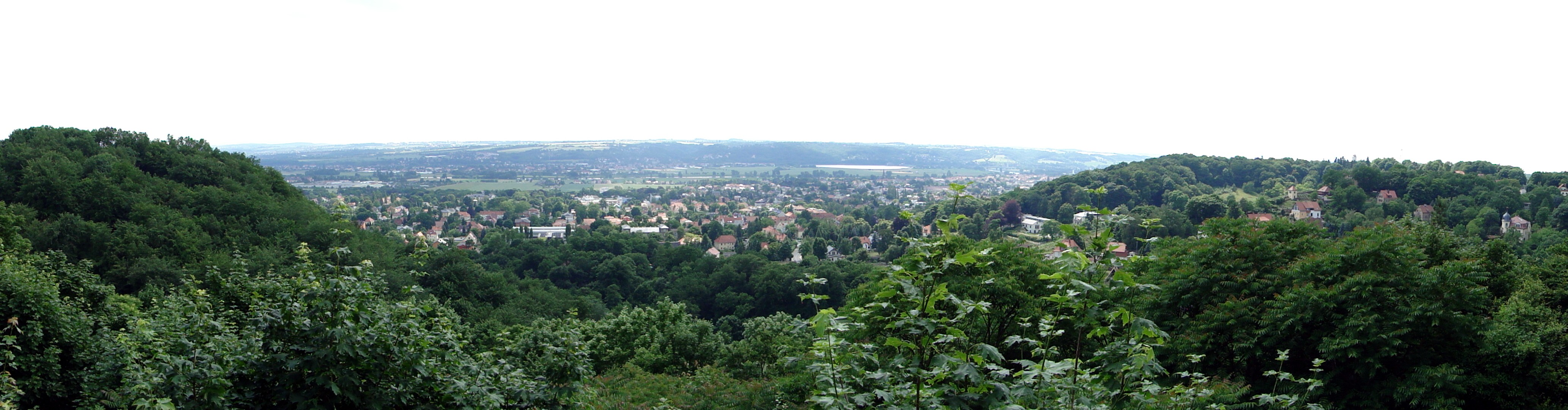
Panoramablick vom „Pfeiffer“ aus auf Radebeul

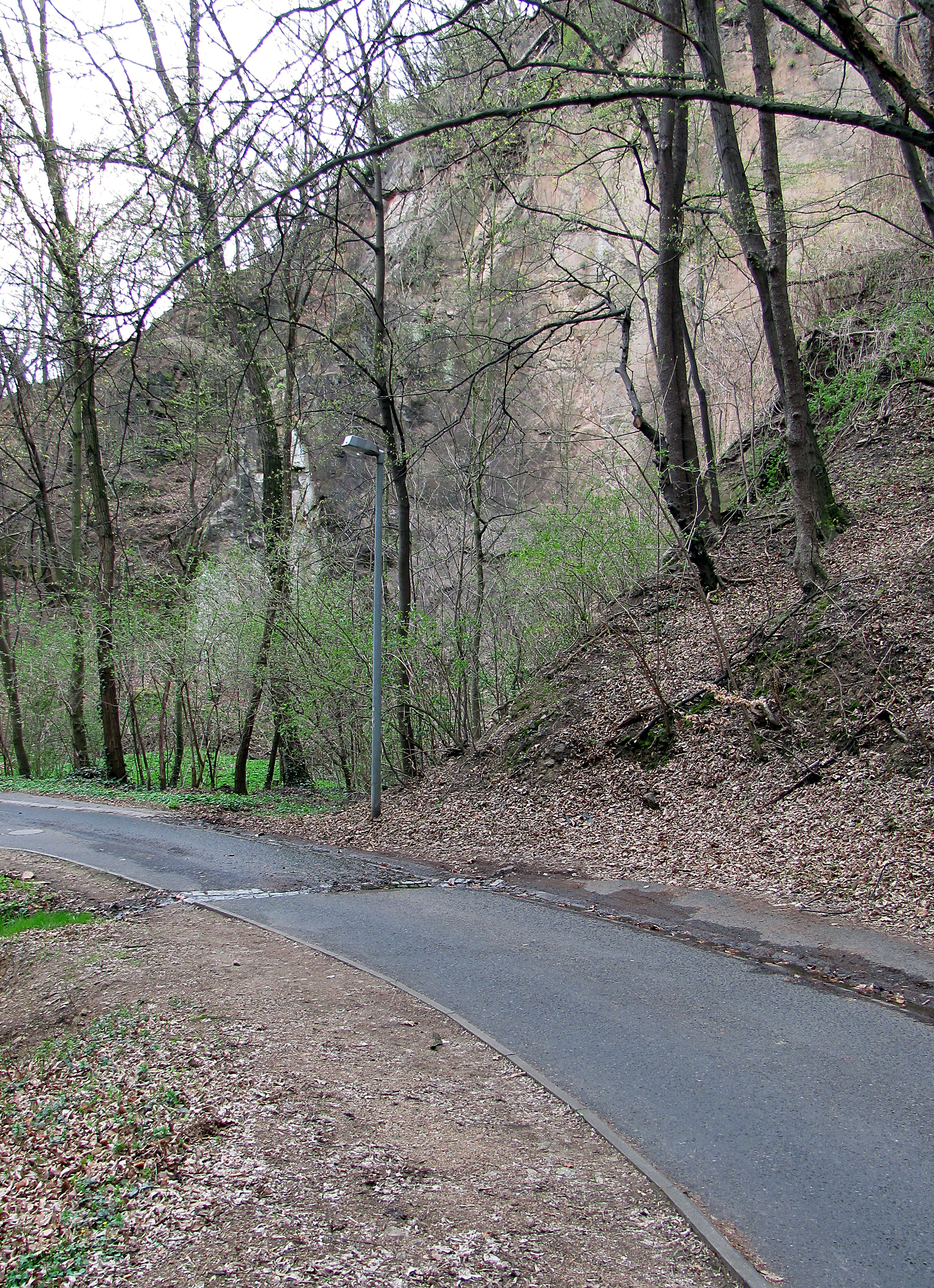
Dorfgrund zwischen Altwahnsdorf und dem Lößnitzgrund, rechts einer der ehemaligen Steinbrüche

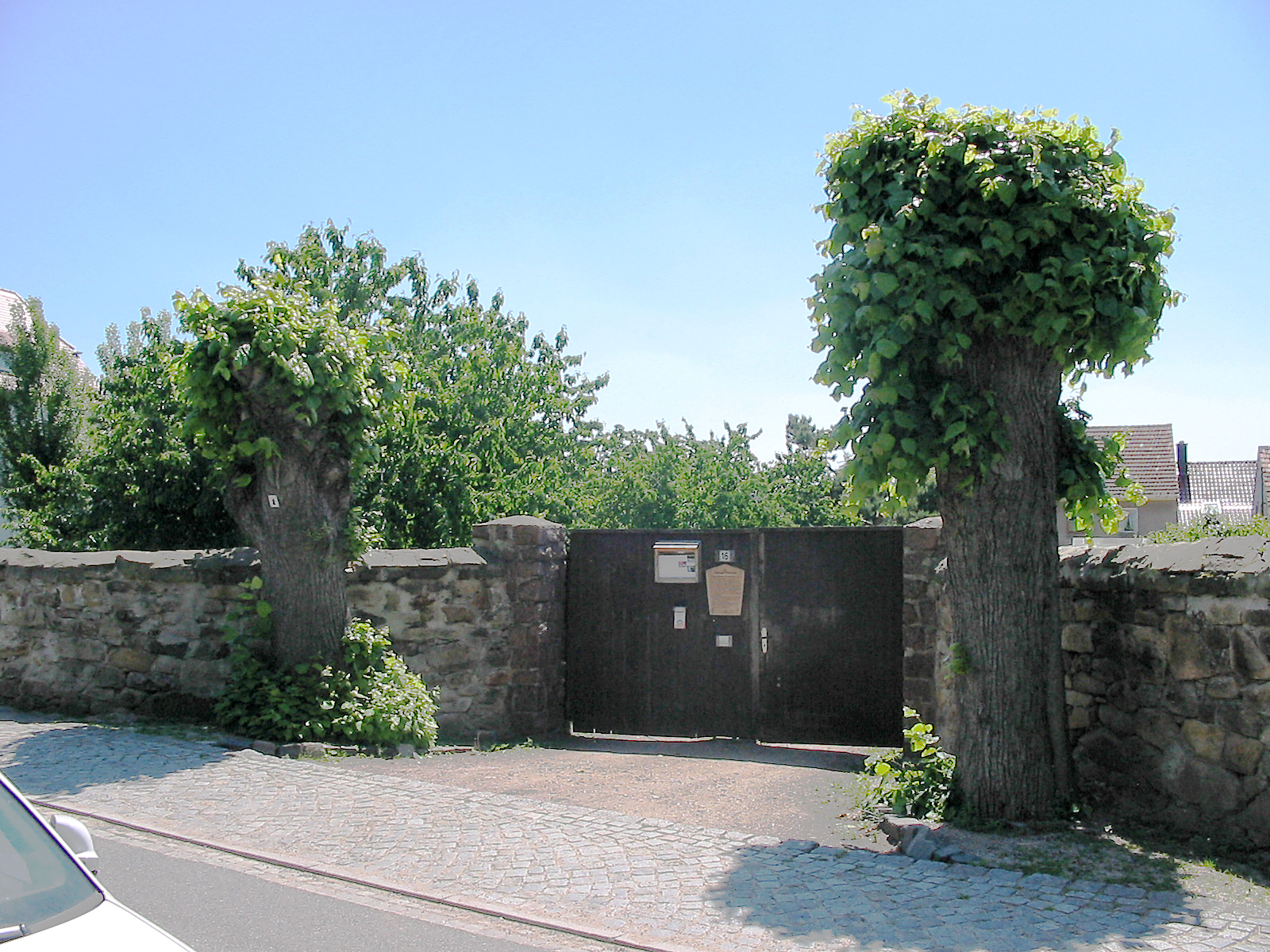
Eingangssituation Graue Presse, Graue-Presse-Weg 16

Am südlichen Rand liegt ein Streifen des Landschaftsschutzgebiets, das mit seinen trockengesetzten Weinbergsmauern 1999 insgesamt als Historische Weinberglandschaft Radebeul auch unter Gebietsdenkmalschutz gestellt wurde, auch auf Wahnsdorfer Flur. Dieses Gebiet zieht sich von Oberlößnitz und Wahnsdorf im Osten über Niederlößnitz und Naundorf bis hin nach Zitzschewig.
Die denkmalpflegerische Sachgesamtheit des Bilz-Sanatoriums an der Eduard-Bilz-Straße 53 erstreckt sich nach Osten beim Mäuseturm bis auf Wahnsdorfer Flur. Vor allem im Norden liegen größere Flächen des ehemaligen Erholungsparks von Bilz auf Wahnsdorfer Gebiet.
Das Anwesen des Jägerbergs, das als Werk der Landschafts- und Gartengestaltung gilt, erstreckt sich ebenfalls im Norden bis auf Wahnsdorfer Flur; so liegt die auf der Hangkante gelegene Blechburg in diesem Stadtteil. Das Anwesen der Villa Tautzschgenhof, die selbst ein Baudenkmal darstellt, weist zusätzlich denkmalpflegerische Nebenanlagen auf.
Am Anger Altwahnsdorf befinden sich das Kriegerdenkmal sowie der Albertstein, ein stelenartiges Steindenkmal mit einer Bronzeplakette für den sächsischen König Albert, errichtet im Jahr 1903. Bei der Wetterwarte Wahnsdorf steht ein Triangulationspfeiler aus Granit, der einen Triangulationspunkt der sächsischen Landvermessung im 19. Jahrhundert definiert. Die Inschrift lautet: „Station WAHNSDORF der Kön. Sächs. Triangulirung 1865.“
An den Enden des Angers stehen zwei Kleindenkmale, die nicht in die Denkmalliste aufgenommen sind: Es handelt sich um historische Wegweiser aus Sandstein. Östlich vom Anger am Abzweig der Reichenberger Straße erfolgt die Wegweisung nach Reichenberg und Eisenberg sowie die nach Boxdorf und Wilschdorf. Westlich des Angers am Abzweig des Dorfgrunds vom Langenwiesenweg erfolgt die Wegweisung nach Niederlößnitz und Lindenau sowie die nach Buchholz und Dippelsdorf.
Einige wenige weitere Baudenkmäler liegen auf Wahnsdorfer Gebiet, so beispielsweise das ehemalige Elektrizitätswerk im Lößnitzgrund mit seinem inzwischen abgebrochenen Anschluss an die Lößnitzgrundbahn. Oberhalb des Lößnitzgrunds liegt das Berggasthaus „Zum Pfeiffer“ und nicht weit davon entfernt der Todhübel, ein Bodendenkmal.
Von Wahnsdorfs ehemals größtem Weingut Graue Presse sind am Graue-Presse-Weg 16 nur noch die heute denkmalgeschützten Umfriedungsmauern mit dem trompetenförmig einwärts gezogenen Tor zu finden. Die ehemals auf den Torpfeilern stehenden Figuren sind verschwunden, die ehemals in dem Weingut stehende hölzerne Weinspindelpresse gleichen Namens steht heute in der Hoflößnitz.
In Gurlitts 1904 erschienenen Kunstdenkmälern von Dresdens Umgebung sind neben dem Berggasthaus „Zum Pfeiffer“ noch die Güter Nr. 1 und Nr. 9 aufgeführt, von denen die sich auf den Torpfeilern befindlichen Figuren beschrieben werden: Bei Nr. 1 zwei etwa 110 cm hohe weibliche Figuren aus Sandstein („vielleicht Sommer und Winter“) und bei Nr. 9 (Graue Presse) zwei 63 cm hohe Figuren aus Sandstein (Bacchus sowie ein „alter sinnender Mann“). Die Figuren sind im Laufe der Zeit von ihren Podesten verschwunden.

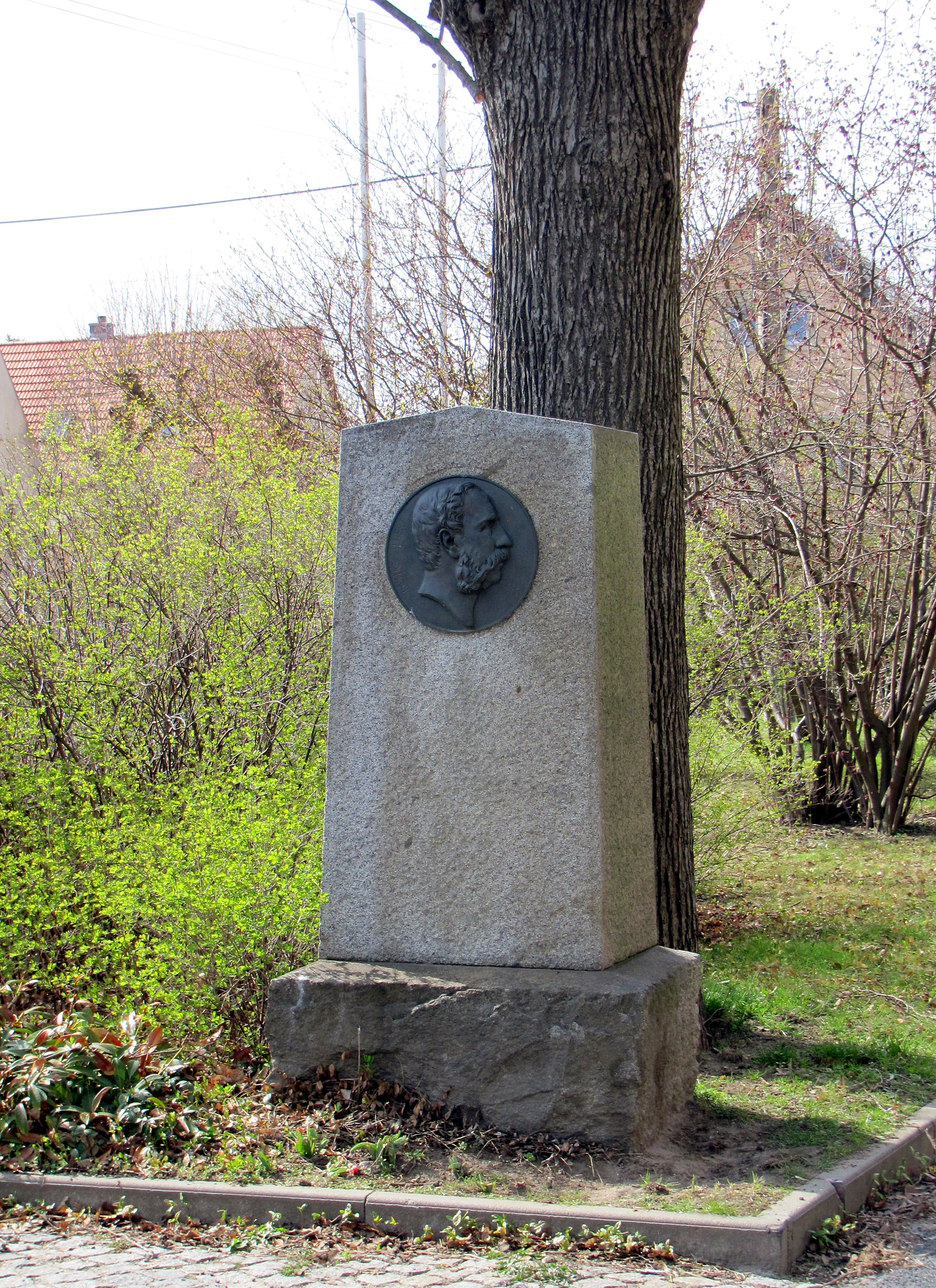
Albertstein
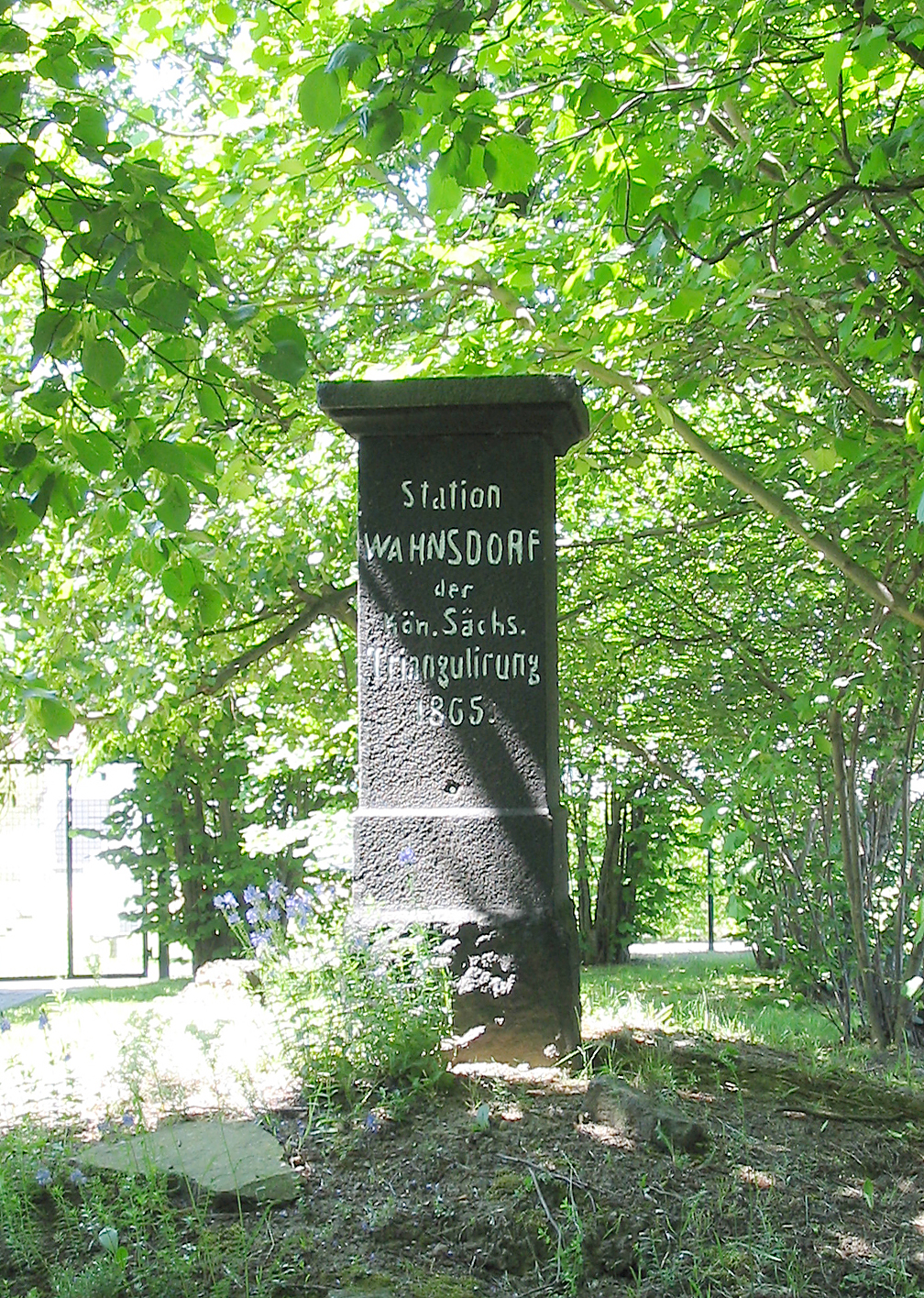
Triangulationspfeiler
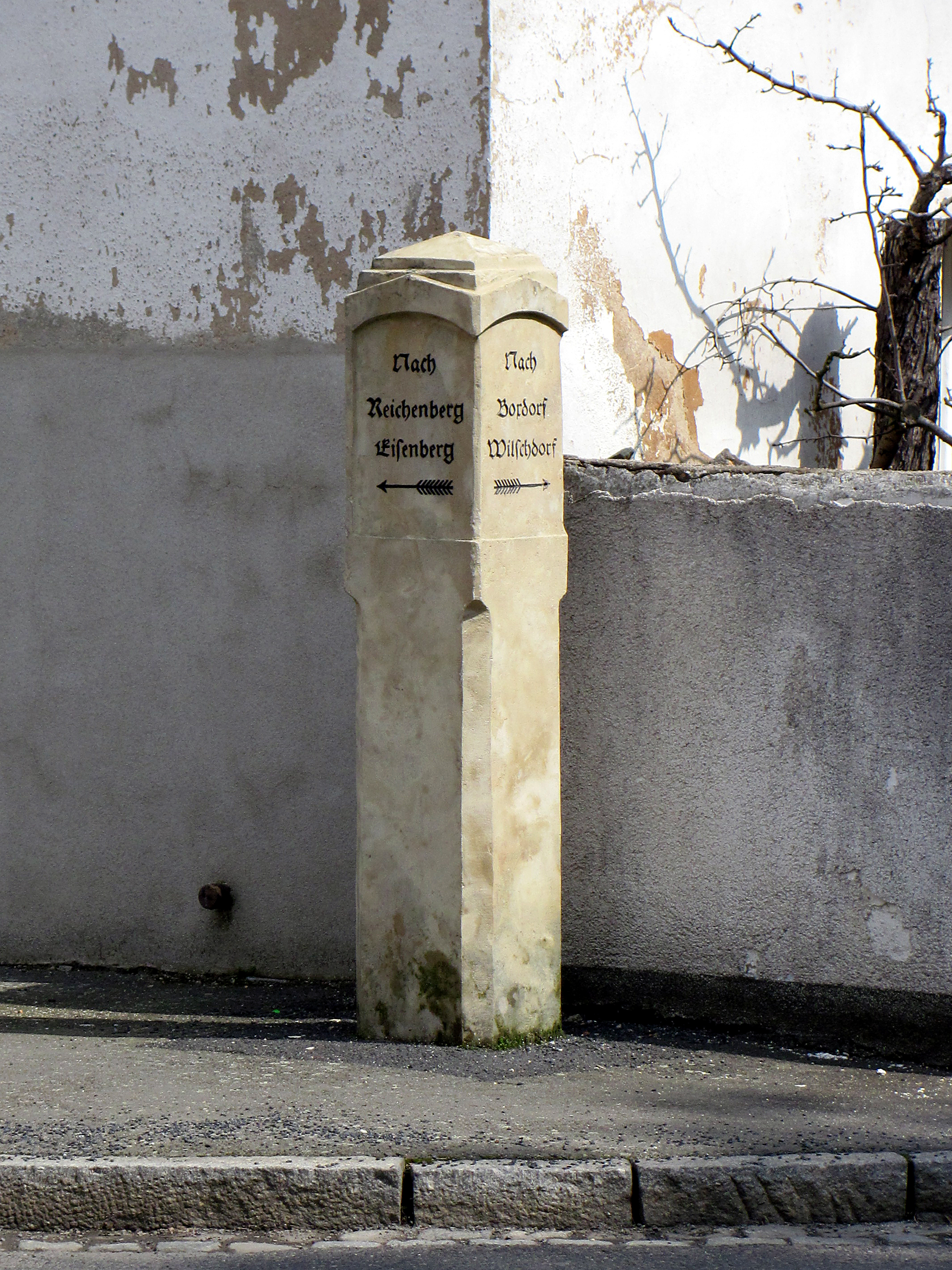
Wegweiser an der Reichenberger Straße
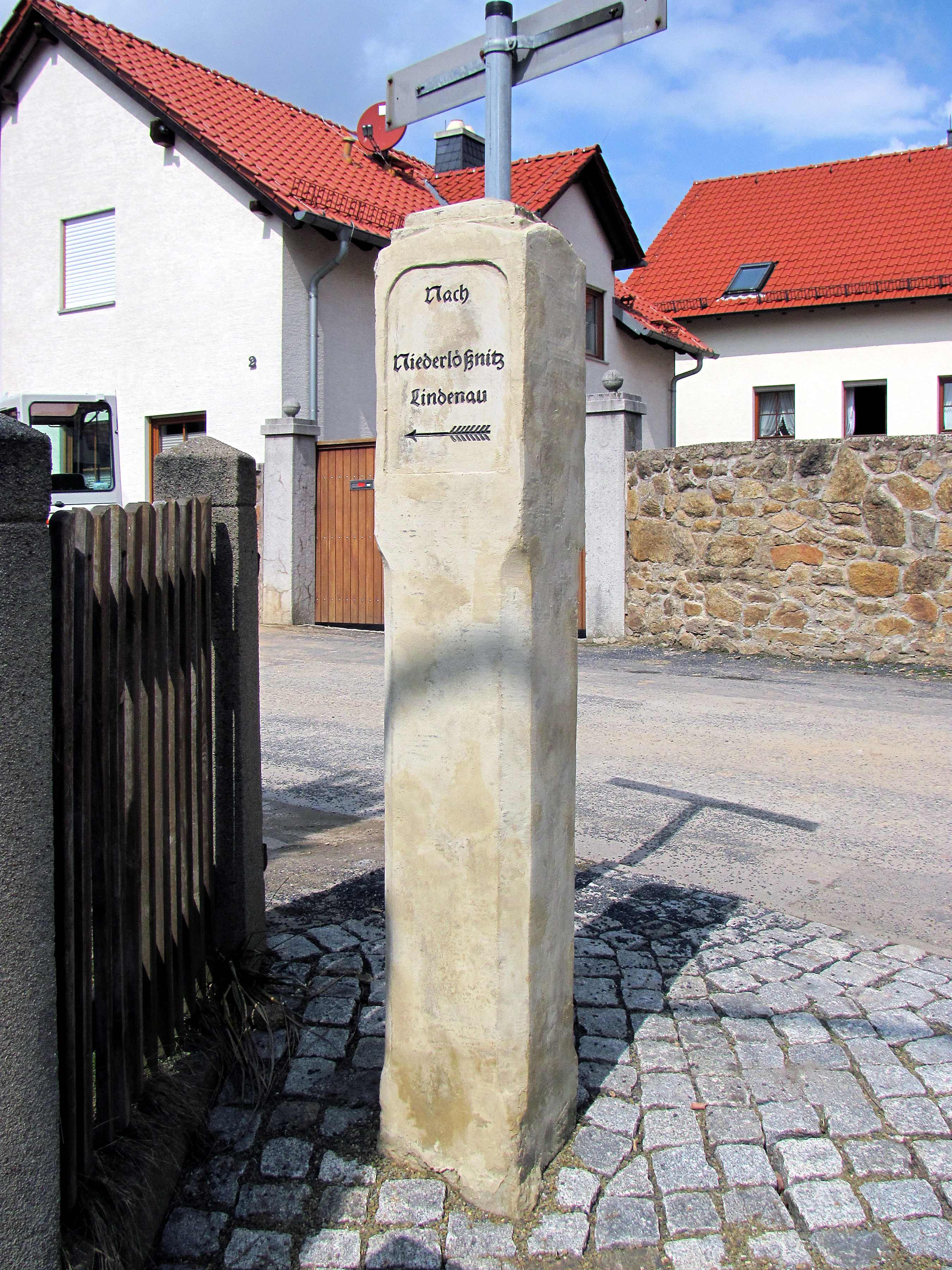
Wegweiser am Dorfgrund

## Verkehr
Mit dem ÖPNV ist Radebeul-Wahnsdorf vom Stadtzentrum sowie von Dresden aus mit der VGM-Linie 475 zu erreichen, mit längerem Fußweg auch per Stadt-Bus von Dresden bis Haltestelle „Boxdorf, Am Grunde“ (Linie 80) über Dresden-Wilder Mann (Straßenbahn-Linie 3) oder mit der Straßenbahn-Linie 4 vom unteren Radebeul aus. Mit dem PKW ist das Dresdner Stadtzentrum dagegen tagsüber binnen 20 Minuten erreicht.

## Persönlichkeiten
Der Dresdner Maler, Zeichner, Kupferstecher und Lithograph Christian Friedrich Gille (1805–1899) verbrachte seit etwa 1880 einen Teil des Jahres in Wahnsdorf, wo er 1899, zuletzt geistig umnachtet, verstarb. Der Diplomat Joachim Naumann (1929–2019) wurde in Wahnsdorf geboren.

### Gemeindevorstände
(Quelle:)
- 1839–1862: Johann Traugott Jacob
- 1863–1880: Johann Gotthelf Jentzsch
- 1881–1883: Traugott Mehlig
- 1884–1895: Karl Jacob Radisch
- 1895–1919: August Lehmann
- 1920–1933: Rudolf Büsig
- 1933–1934: Ernst Emil Jacob